# Tilatou
Tilatou (în arabă تيلاطو) este o comună din provincia Batna, Algeria.
Populația comunei este de 3.004 locuitori (2008).